# Liste der Naturdenkmale in Herleshausen
Die Liste der Naturdenkmale in Herleshausen nennt die im Gebiet von Herleshausen im Werra-Meißner-Kreis in Hessen gelegenen Naturdenkmale.

## Liste
| Bild                                    | Bezeichnung                                                       | Ortsteil, Lage                                                              | Beschreibung | Art | Nr.         |
| --------------------------------------- | ----------------------------------------------------------------- | --------------------------------------------------------------------------- | --- | --- | ----------- |
| Direkt Bild zu diesem Denkmal hochladen | Randstreifen eines Steppenheidewaldes                             | Frauenborn                                                                  | Steppenheidewald mit Anemone pulsatilla |     | HLH 636.124 |
| Fotos hochladen                         | Eiche                                                             | Altefeld, Heidelbergstraße/Unterkornettenweg 51° 3′ 11,4″ N, 10° 7′ 17,5″ O | Neben einem zum Gutshof Altefeld gehörenden denkmalgeschütztem Stall-Scheune-Trakt steht die Eiche, die im Jahr 1936 zum Naturdenkmal erklärt wurde. |     | HLH 636.516 |
| mehr Fotos \| Fotos hochladen           | 1 Linde                                                           | Breitzbach, Lindenstraße 51° 1′ 20,4″ N, 10° 5′ 47″ O                       | |     | HLH 636.528 |
| BW                                      | Linde                                                             | Frauenborn, Hichtweg 51° 1′ 46,1″ N, 10° 9′ 6″ O                            | |     | HLH 636.537 |
| BW                                      | 1 Baumgruppe                                                      | Herleshausen, Karl-Fehr-Straße 51° 0′ 42,8″ N, 10° 9′ 57,6″ O               | |     | HLH 636.548 |
| BW                                      | 1 Baumgruppe                                                      | Herleshausen, Werraufer, Nähe Brandenburg 50° 59′ 46″ N, 10° 10′ 37,6″ O    | |     | HLH 636.549 |
| mehr Fotos \| Fotos hochladen           | Linden                                                            | Holzhausen 51° 2′ 32,9″ N, 10° 5′ 24,9″ O                                   | Die auf dem Anger stehende Linde bildet mit dem ehemaligen Schulhaus und der „Alten Kirche“ ein ortsbildprägendes Ensemble im ursprünglichen Dorfkern, der im Jahr 1145 erstmals urkundlich erwähnten Gemeinde. Das Pflanzdatum der Dorflinde ist nicht bekannt. Ihr Alter wird mit „mindestens 300 Jahre“ angegeben. In früheren Jahren war der Anger Versammlungsort und Gerichtsstätte. |     | HLH 636.554 |
| BW                                      | Eiben                                                             | Willershausen, Archfelder Straße 51° 2′ 10,7″ N, 10° 10′ 50,6″ O            | |     | HLH 636.599 |
| BW                                      | eine von zwei Linden                                              | Wommen, L 3251 51° 0′ 27,4″ N, 10° 6′ 9″ O                                  | |     | HLH 636.621 |
| Fotos hochladen                         | 2 Linden, eine davon mit Halseisen                                | Archfeld, Dorfanger in Archfeld.jpg 51° 2′ 24,5″ N, 10° 8′ 50,9″ O          | Das Alter der beiden Bäume wird in einem 1984 erschienenen Buch auf 300 bis 400 Jahre geschätzt. Ihr Wuchsort, ein eckiger Platz vor dem Kirchhof, diente früher als Gerichtsstätte und es wird angenommen, dass die rechts vor der Kirche stehende Linde als junger Baum „geleitet“ wurde, indem man ihre Äste waagerecht über ein Stützgerüst zog, um den Platz mit ihrer flachen und breiten Krone zu überdachen. An der anderen Linde war ein Halseisen, dessen Kette später teilweise in den Stamm eingewachsen war und an dem Baumtorso nicht mehr vorhanden ist. So könnte die Vorstellung wahrscheinlich sein, dass das Gericht im Schutz des dichten Blätterdachs der kreuzförmig geleiteten Linde stattfand und unter dem anderen Baum die Strafen vollzogen wurden.                |     | HLH 636.622 |
| Direkt Bild zu diesem Denkmal hochladen | 3 Zechsteinfelsen, etwa 1 m hoch mit einer Linde an sog. Wenigens | Wommen                                                                      | |     | HLH 636.623 |
| BW                                      | Gerichtslinde                                                     | Holzhausen 51° 2′ 15,4″ N, 10° 4′ 22,8″ O                                   | |     | HLH 636.625 |
| BW                                      | Esche und alte Eiche                                              | Altefeld 51° 3′ 17,6″ N, 10° 7′ 25″ O                                       | |     | HLH 636.626 |
| Direkt Bild zu diesem Denkmal hochladen | Erdfall                                                           | Holzhausen                                                                  | |     | HLH 636.635 |
| BW                                      | 1 Esche                                                           | Frauenborn, Hichtweg 4 51° 1′ 45,9″ N, 10° 9′ 4,4″ O                        | |     | HLH 636.659 |
| Fotos hochladen                         | 1 Linde                                                           | Herleshausen, Schulstraße 51° 0′ 25,6″ N, 10° 9′ 52,9″ O                    | Die seit 1953 als Naturdenkmal geschützte Linde steht dicht an der Westseite des Hauptgebäudes der Südringgauschule in Herleshausen. Die Schule wurde in den 1960er Jahren zur Mittelpunktschule für die Region des südlichen Ringgaus ausgebaut. |     | HLH 636.661 |
| Fotos hochladen                         | Lauchröder Allee (77 alte Linden)                                 | Herleshausen, Lauchröder Straße 51° 0′ 4,3″ N, 10° 9′ 36,2″ O               | Die von Linden umsäumte Landstraße zwischen Lauchröden und Herleshausen ist eine der wenigen erhaltenen Alleen in der Region. Sie wurde anlässlich des Brückenneubaues über die Werra im Jahr 1898 angelegt. Diese Brücke wurde im April 1945, am Ende des Zweiten Weltkriegs, von amerikanischen Truppen gesprengt. Erhalten blieben nur die Brückenpfeilerstümpfe und die Uferrampe, die in der Zeit der Teilung Deutschlands ein beliebter Grenzaussichtspunkt war. Im Dezember 1989, nur sechs Wochen nach dem Mauerfall, wurde eine Fußgängerbrücke errichtet und seit Ende der 1990er Jahre ersetzt der heutige Bau die Behelfsbrücke. Die aus geschichtlichen Gründen als Kulturdenkmal geschützte Lauchröder Landstraße hat im Denkmalverzeichnis des Landes Hessen die Nummer 37988. |     | HLH 636.680 |
| BW                                      | Lindchen                                                          | Breitzbach 51° 1′ 14,5″ N, 10° 5′ 34,8″ O                                   | |     | HLH 636.805 |